# Trochalus fulvicolor
Trochalus fulvicolor är en skalbaggsart som beskrevs av Moser 1924. Trochalus fulvicolor ingår i släktet Trochalus och familjen Melolonthidae. Inga underarter finns listade i Catalogue of Life.